# Colibri d'Anaïs
Pour les articles homonymes, voir Anaïs.
Colibri coruscans
Espèce
Répartition géographique
Statut de conservation UICN

 LC  : Préoccupation mineure
Statut CITES
Le Colibri d'Anaïs (Colibri coruscans), également appelé Colibri à oreillons violets, est une espèce de colibris appartenant à la famille des Trochilidae.

## Répartition
Il vit dans les régions montagneuses du quart nord-ouest de l'Amérique du Sud.
L'Ukraine dispose du plus grand centre de reproduction de Colibris d'Anaïs[réf. souhaitée].

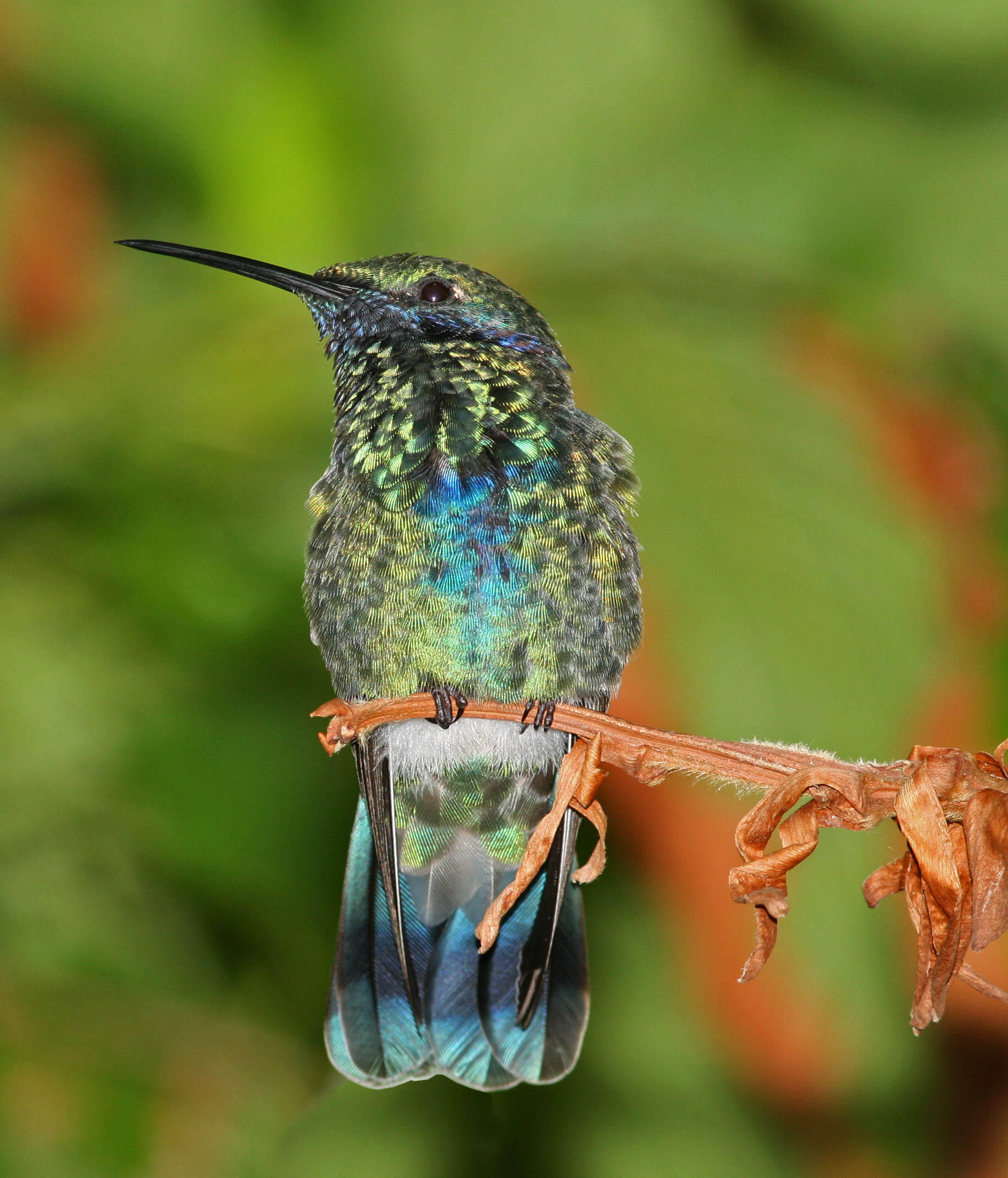
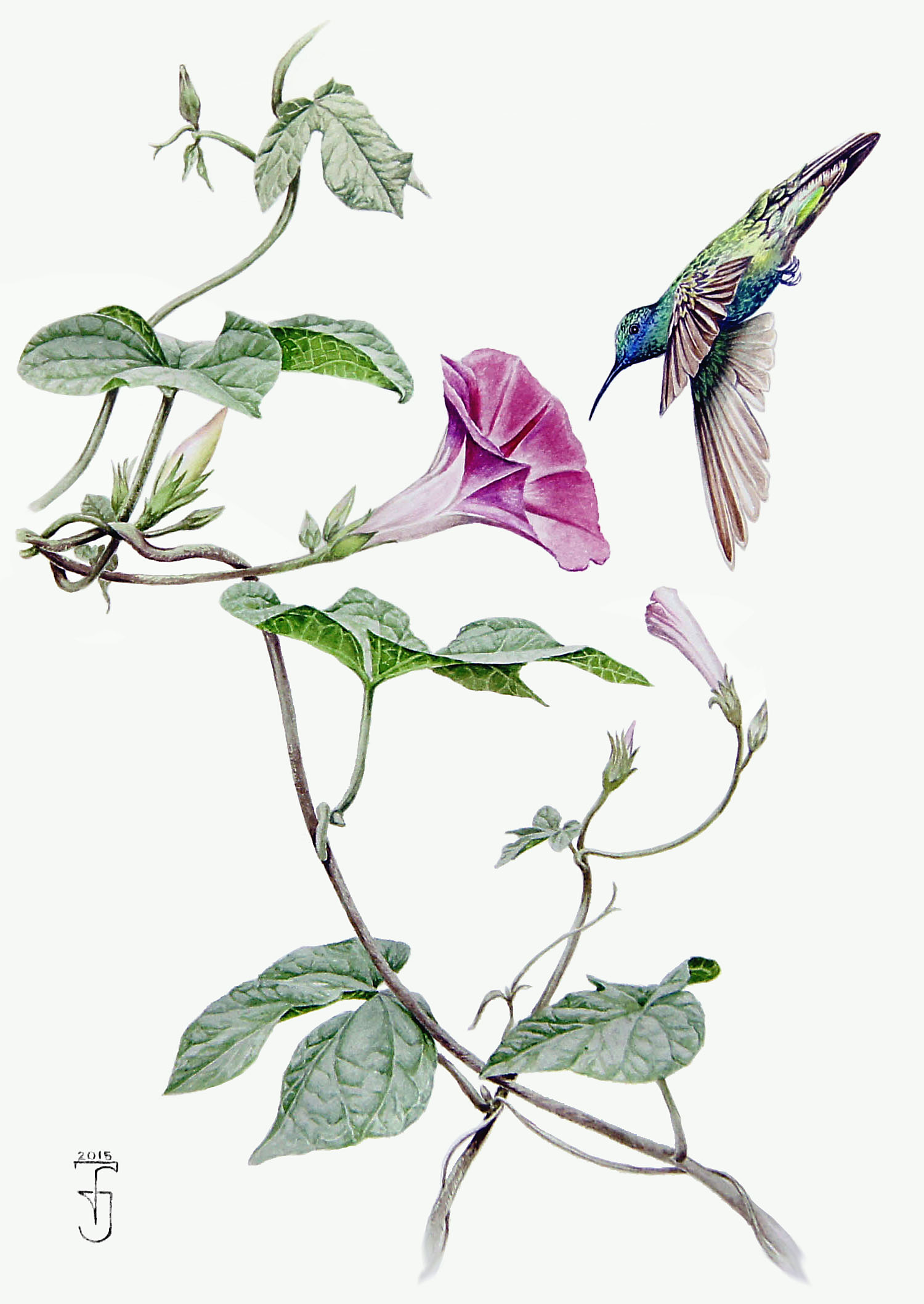
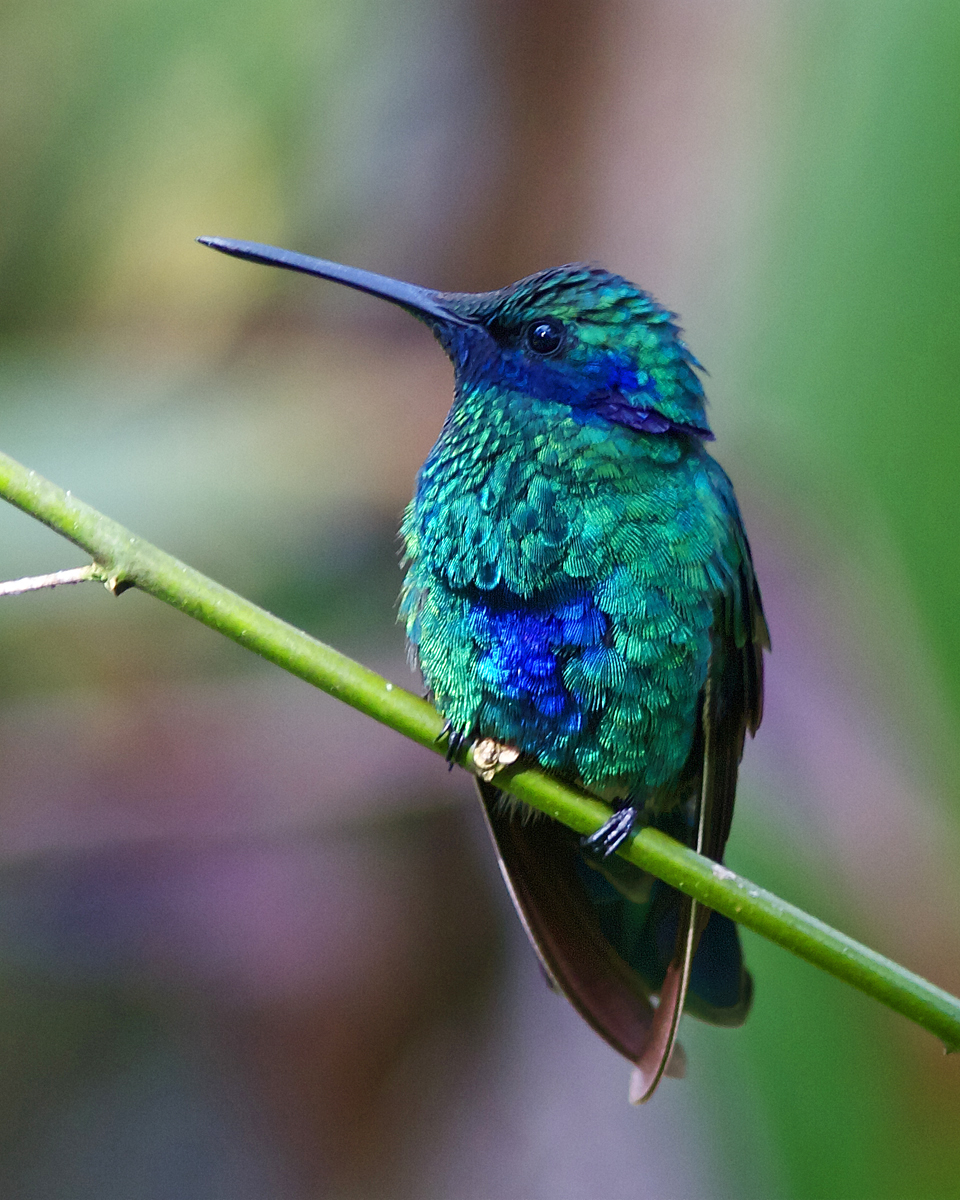

## Mensurations
Il mesure 13 à 14 cm.

## Alimentation
Il se nourrit notamment du nectar de fleurs des genres Castilleja, Centropogon, Clusia, Echeveria.

## Sous-espèces
D'après Alan P. Peterson, cet oiseau est réparti en trois sous-espèces :
- Colibri coruscans coruscans  (Gould, 1846) : la partie nord de la cordillère des Andes ;
- Colibri coruscans germanus  (Salvin & Godman, 1884) : tepuys de l'ouest du plateau des Guyanes ;
- Colibri coruscans rostratus  (W. H. Phelps & W. H. Phelps Jr), 1952 : sud du Venezuela.